# Carmichaelia hollowayii
Carmichaelia hollowayii är en ärtväxtart som beskrevs av George Simpson. Carmichaelia hollowayii ingår i släktet Carmichaelia och familjen ärtväxter. Inga underarter finns listade i Catalogue of Life.